# Wałczatka dwuguzka
Wałczatka dwuguzka (Heriades truncorum) – gatunek samotnej pszczoły z rodziny miesierkowatych (Megachilidae). 

## Biologia
Wałczatka dwuguzka jest jednopokoleniową pszczołą samotnicą. Dorosłe osobniki latają w lecie. Jest wyspecjalizowana pokarmowo - samice zbierają pyłek z kwiatów z rodziny złożonych. Pyłek jest zbierany w szczoteczkę brzuszną, co jest charakterystyczne dla wszystkich niepasożytniczych przedstawicieli rodziny miesierkowatych. Samica w charakterystyczny sposób uderza przy tym odwłokiem w kwiat, po którym chodzi, dzięki czemu pyłek osadza się na szczoteczce. Gniazda są budowane nad ziemią, zazwyczaj w pustych korytarzach wygryzionych przez inne owady.

## Wygląd
Samica wałczatki dwuguzki ma na dolnym brzegu nadustka dwa małe wyrostki (guzki). Samica wałczatki wieloguzki (Heriades crenulatus) o bardzo podobnym wyglądzie ogólnym ma w tym miejscu więcej drobnych ząbków. Samce różnią się wyglądem szóstego tergitu i aparatu kopulacyjnego. Inną cechą różniącą te dwa gatunki, możliwą do uchwycenia na dobrej jakości zdjęciach, jest kolor oczu - u wałczatki dwuguzki zawsze są czarne, podczas gdy u wieloguzki są delikatnie rozjaśnione.

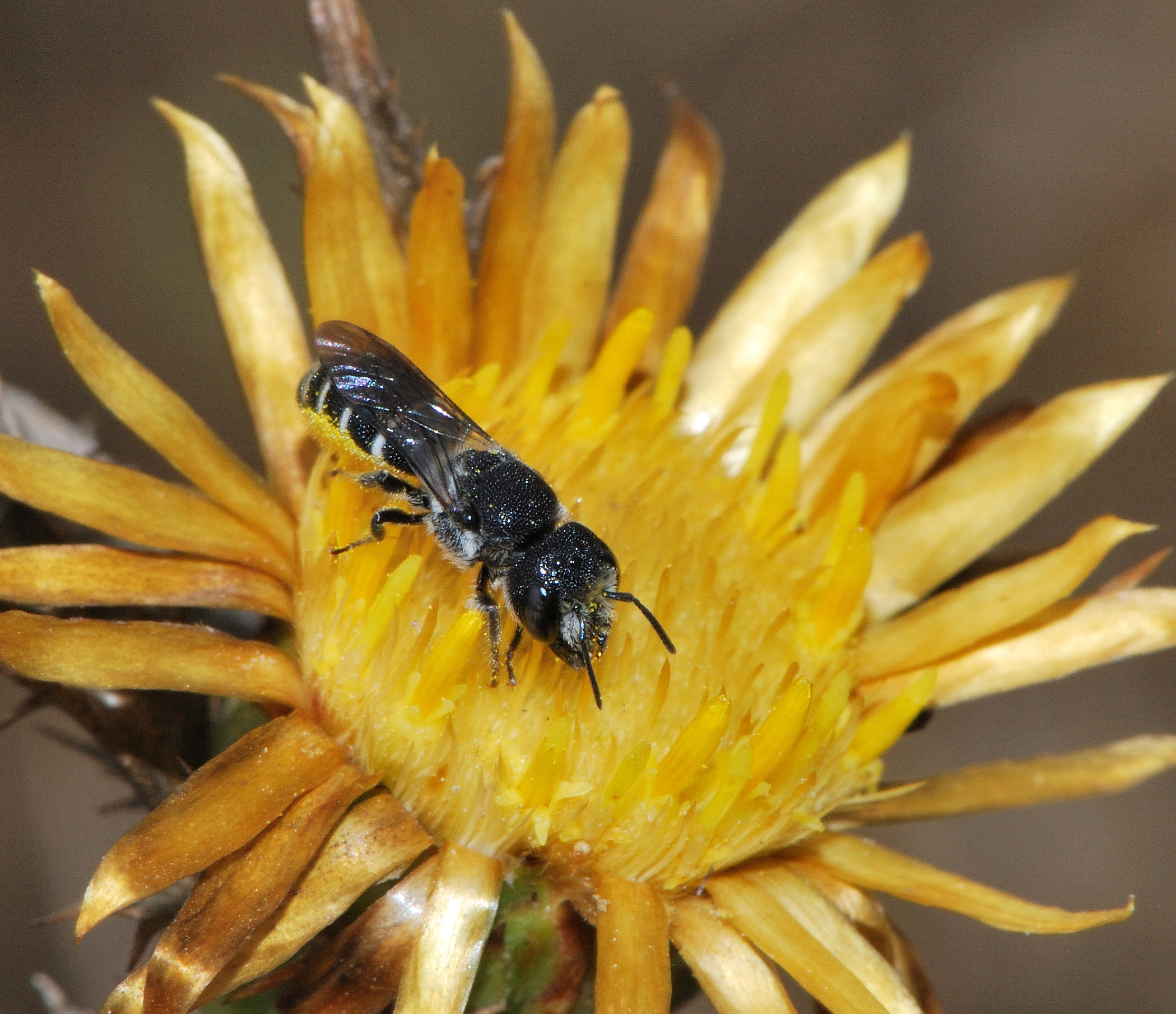
Samica zbierająca pokarm
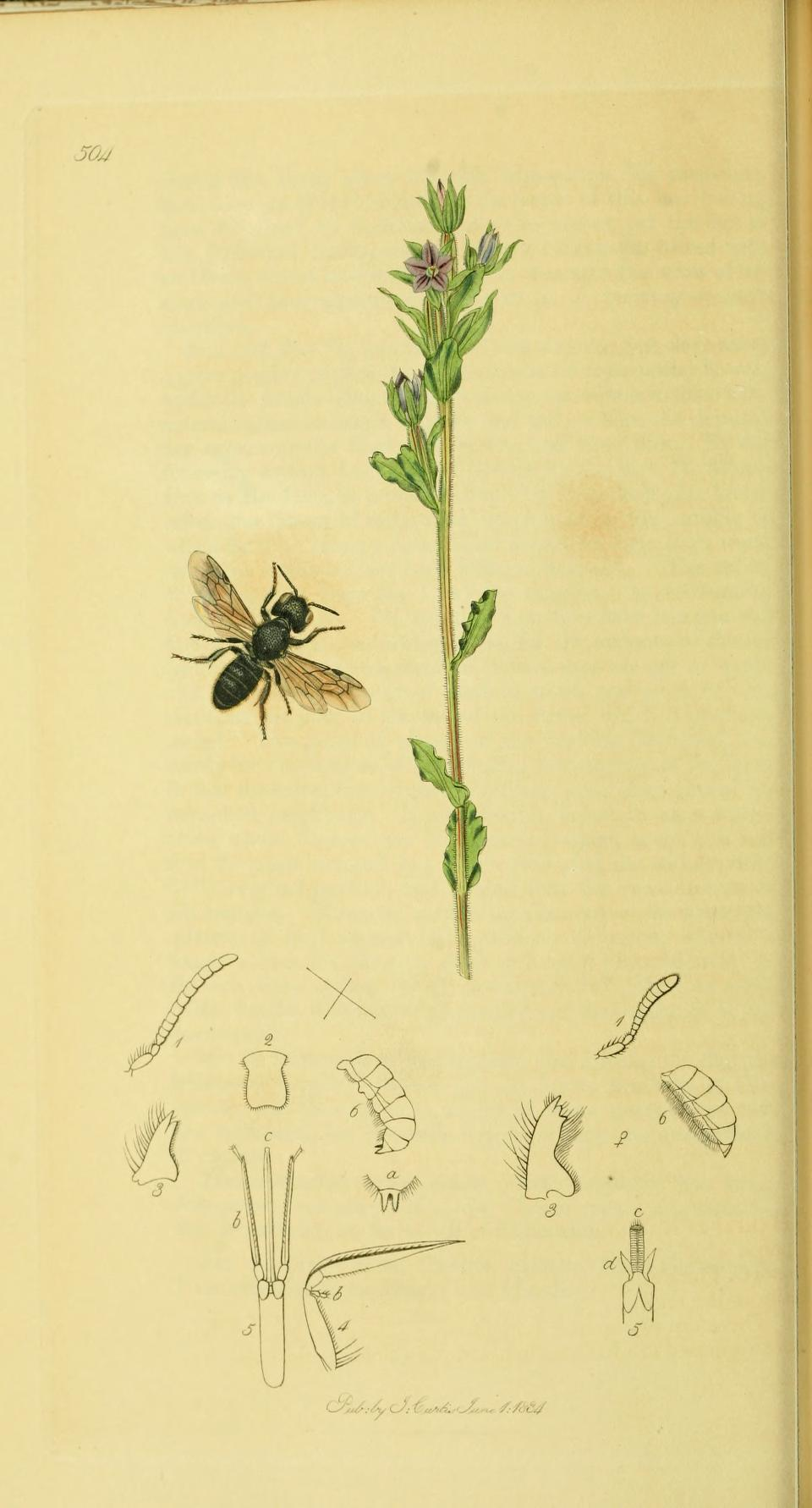
Ilustracja Johna Curtisa z XIX w. przedstawiająca wałczatkę wuguzkę